# Thor Skov Jørgensen
Thor Skov Jørgensen (født 19. februar 1982 i Gladsaxe) er en dansk civiløkonom, der fra 19. juni 2024 er administrerende direktør for Coop Danmark.
Efter studentereksamen tog Thor Skov Jørgensen en HA i almen erhvervsøkonomi fra Copenhagen Business School i 2005. To år senere blev han cand.merc. i finansiering og regnskab samme sted.
Han kom efterfølgende til Boston Consulting Group i en ledende stilling, inden han i 2014 blev driftsdirektør i Netto International. Herefter blev han i 2016 kædedirektør i Føtex og havde samtidig direktionsansvaret for Føtex' digitale aktiviteter. Fra marts 2023 til juni 2024 har han været finansdirektør i energiselskabet OK.